# Stachys arenariiformis
Stachys arenariiformis là một loài thực vật có hoa trong họ Hoa môi. Loài này được Rouy miêu tả khoa học đầu tiên năm 1890.